# Technik- und Verkehrsmuseum Stade

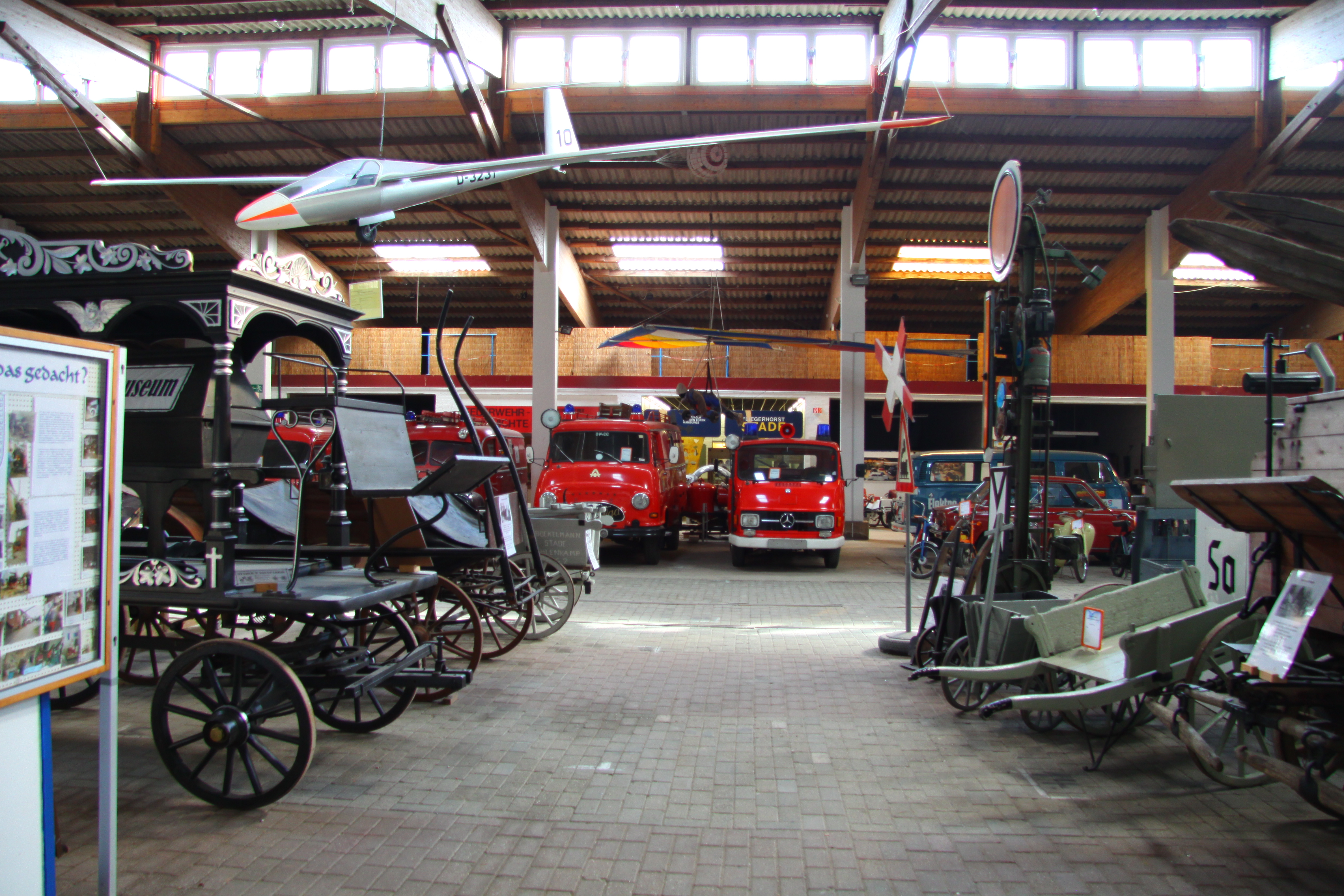
Wenig strukturierte Museumshalle mit Kutschen und Segelflugzeug, 2012

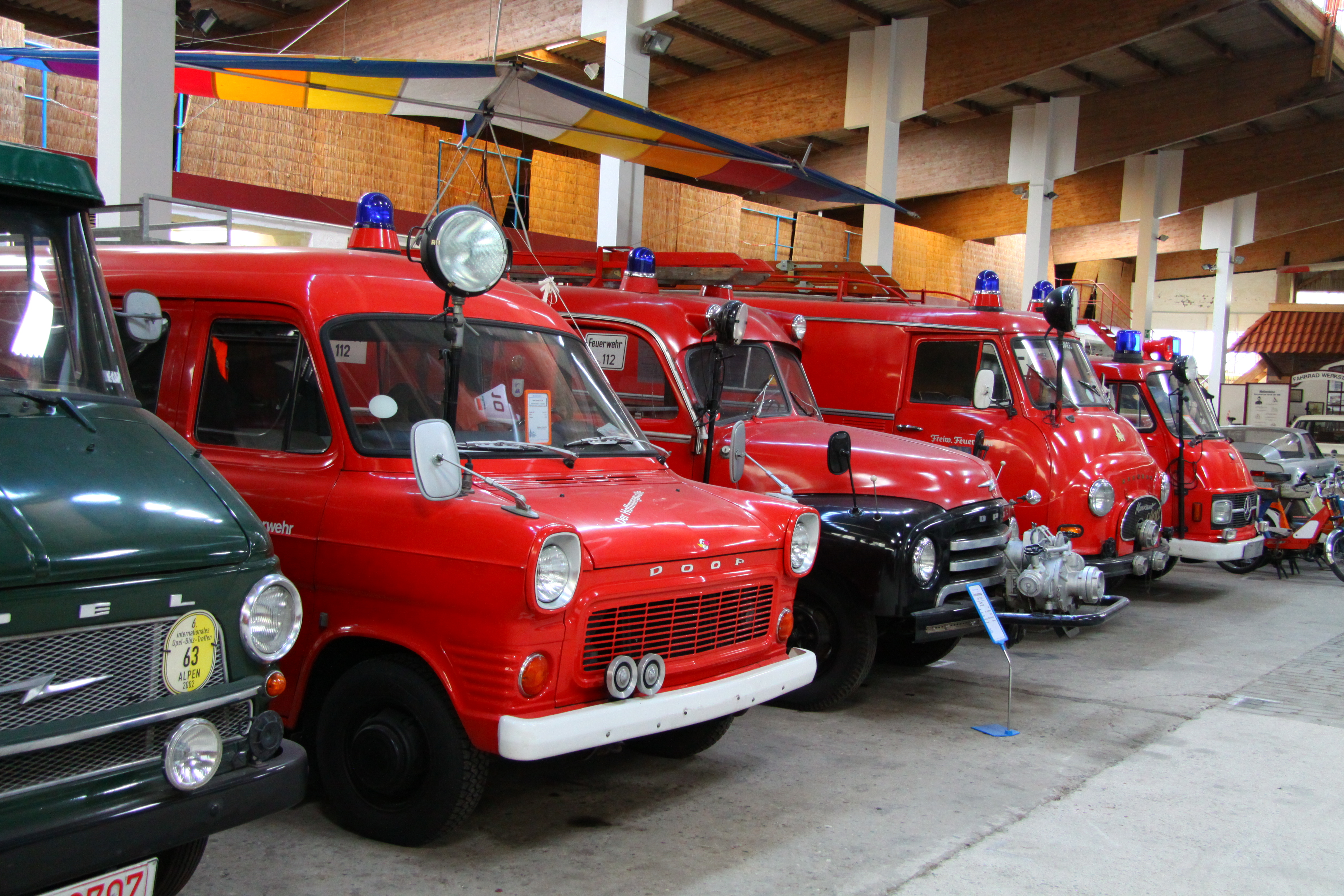
Ausrangierte Feuerwehrfahrzeuge diverser Hersteller, 2012

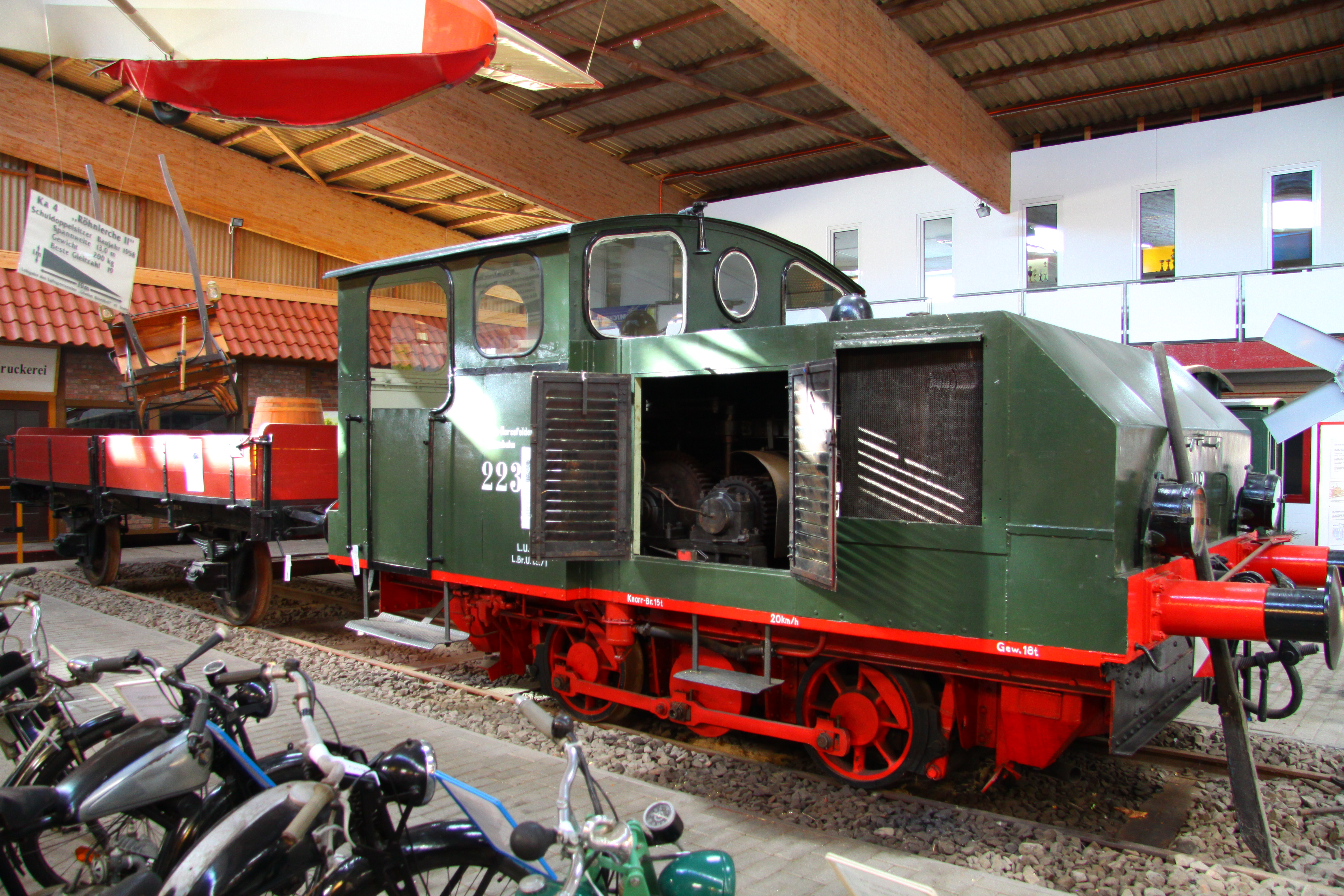
Motorräder und eine Deutz-Diesellok, 2012

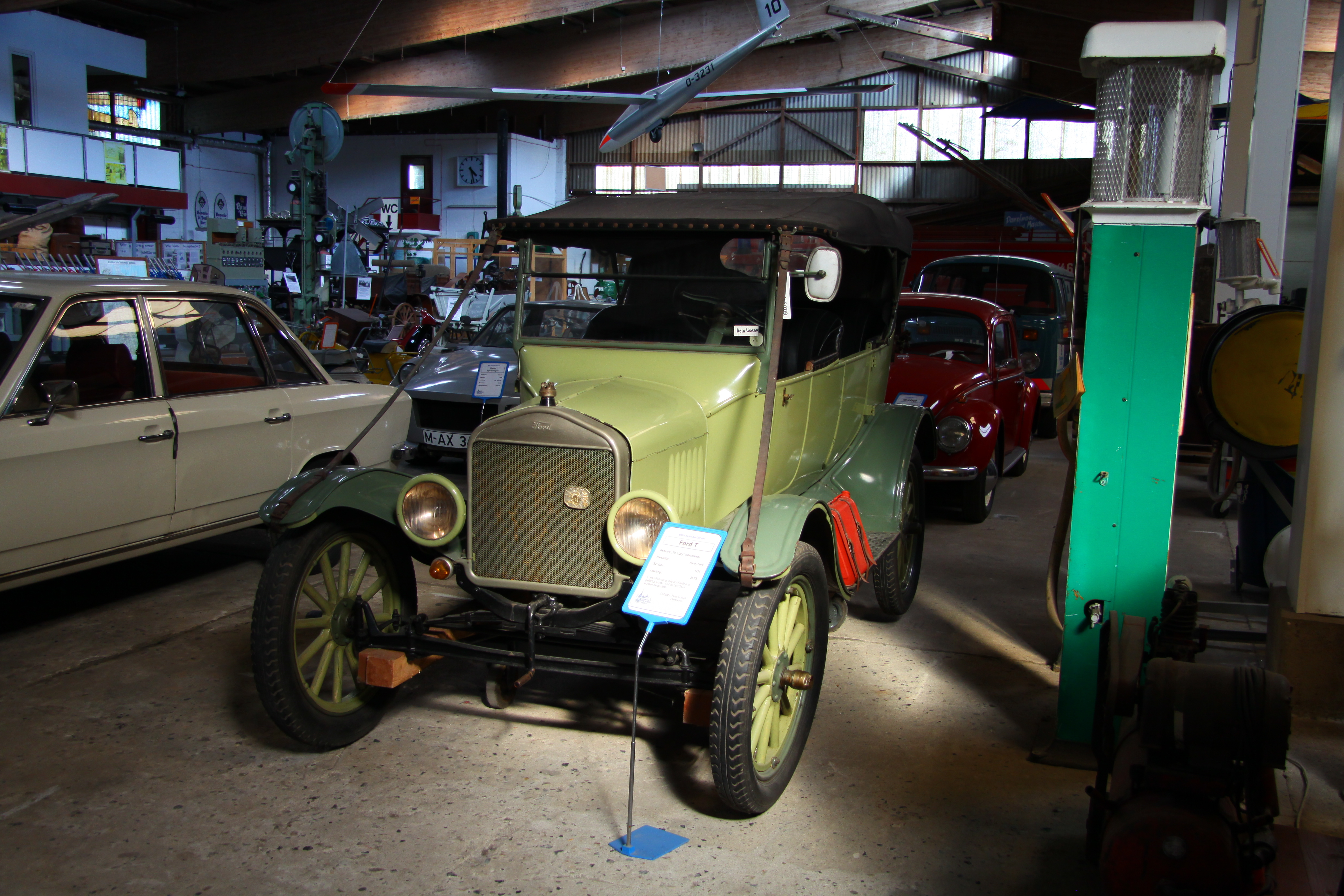
Ford Modell T, 2012

Das ehemalige Technik- und Verkehrsmuseum Stade in Stade stellte den durch Technik bewirkten Wandel in den Lebens- und Arbeitsverhältnissen der Menschen der Stader Region zwischen etwa 1850 und 2012 dar und verfügte über rund 5.000 Exponate. Es wurde bis zu seiner Schließung im November 2012 durch einen 1983 gegründeten Trägerverein geführt.
Nach der Kündigung der Räumlichkeiten im Dezember 2010 und einer Räumungsklage durch die Hansestadt Stade im Januar 2012 einigten sich Stadt und Trägerverein in Güteverhandlungen vor dem Landgericht Stade darauf, das Museum bis Ende Oktober 2012 aufzulösen. Der Trägerverein bemühte sich daraufhin um einen Umzug in eine andere Kommune. Da niemand die unstrukturierte Sammlung übernehmen wollte, initiierte der Trägerverein im Sommer 2012 gegen das Ergebnis der Güteverhandlung ein Bürgerbegehren zum Museumserhalt in Stade. Nach dem Scheitern des Bürgerbegehrens versuchten die Museumsverantwortlichen im Oktober 2012 vergeblich, das Ergebnis der Güteverhandlung juristisch anzufechten. Am 15. November 2012 wurde das Museum durch eine Zwangsvollstreckung geschlossen.
Im Frühjahr 2013 wurde der Museumsbestand zunächst von den Mobilen Welten in Hannover übernommen, deren Eröffnung aber an Brandschutzvorschriften scheiterte.

## Historische Ausstellungsstücke (Auswahl)
- Feuerwehrfahrzeuge
- Dampfwalze
- Roll- und Ackerwagen
- Motorräder und Oldtimer
- Fahrzeugwaage
- Stellwerkstechnik
- Deutz Nr. 1703 der Kehdinger Kreisbahn
- Hochrad
- Dampfmaschinen, Elektromotoren und Dieselmotoren
- Bohrmaschine und Drehmaschinen
- Rundfunkgeräte
- Schmiedewerkstatt, Schneiderwerkstatt, Schuhmacher, Sägewerk und Bleisatz-Druckerei